# Константин Златанов
Константин Иванов Златанов е български военен деец, генерал-лейтенант от кавалерията, командвал 1-ва и 2-ра конна бригада (1928 – 1934), инспектор на конницата (1934 – 1935) и началник на 1-ва Военно-инспекционна област (1935 – 1938).

## Биография
Константин Златанов е роден на 3 юни 1886 г. в София, в семейството на капитан Иван Златанов (по-късно генерал-майор) и съпругата му Олга, дъщеря на видния български търговец и общественик Никола Тъпчилещов. На 19 септември 1906 завършва Военно на Негово Княжеско Височество училище и е произведен в чин подпоручик. На 22 септември 1909 е произведен в чин поручик, а през 1912 г. като поручик от 9-и конен полк е командирован за обучение в Кавалерийската школа в Пинерло, Италия. Завръща се предсрочно поради мобилизацията.
През декември 1920 г. подполковник Златанов е назначен за командир на 2-ри конен полк, на която длъжност е до октомври 1921 г., а от 1922 г. командва 5-и конен полк. В периода 1923 – 1928 командва Лейбгвардейски конен полк. През 1928 г. е произведен в чин полковник и същата година поема командването на 2-ра конна бригада (1928 – 1933), след което и 1-ва конна бригада (1933 – 1934). През 1934 година полковник Златанов е назначен на най-висшата кавалерийска длъжност – началник на Кавалерийската инспекция (1934 – 1935). През 1935 г. е произведен в чин генерал-майор.
На 23 април 1935 г. генерал-майор Златанов е назначен за началник на столичния гарнизон и на 1-ва военна област, през 1938 г. е произведен в чин генерал-лейтенант, а по-късно същата година излиза в запас.

## Военни звания
- Подпоручик (19 септември 1906)
- Поручик (22 септември 1909)
- Капитан (5 август 1913)
- Майор (14 октомври 1917)
- Подполковник (28 август 1920)
- Полковник (1928)
- Генерал-майор (1935)
- Генерал-лейтенант (1938)